# فيبي براند
فيبي براند (بالإنجليزية: Phoebe Brand)‏ هي ممثلة أمريكية، ولدت في 27 نوفمبر 1904 في نيويورك في الولايات المتحدة، وتوفيت في 3 يوليو 2004 في نيويورك في الولايات المتحدة بسبب ذات الرئة.

## وصلات خارجية
- فيبي براند على موقع IMDb (الإنجليزية)
- فيبي براند على موقع أول موفي (الإنجليزية)
- فيبي براند على موقع قاعدة بيانات برودواي على الإنترنت (الإنجليزية)
- فيبي براند على موقع قاعدة بيانات الأفلام السويدية (السويدية)
- فيبي براند على موقع قاعدة بيانات الفيلم (الإنجليزية)
- فيبي براند على موقع كينوبويسك (الروسية)